# Criptografia de ponta-a-ponta
A criptografia de ponta-a-ponta (end-to-end encryption ou E2EE) é um recurso de segurança que protege os dados durante uma troca de mensagens, de forma a que o conteúdo só possa ser acessado pelos dois extremos da comunicação: o remetente e o destinatário. Usada atualmente em aplicativos como o Telegram e o WhatsApp, a ferramenta é uma implementação da criptografia assimétrica e garante que as informações não sejam interceptadas. Ninguém mais além dos envolvidos na conversa deve ter acesso ao conteúdo transmitido por meio da criptografia de ponta-a-ponta, nem mesmo as gestoras dos aplicativos.
A criptografia de ponta-a-ponta, como o nome sugere, protege os dados para que só possam ser lidos nas duas extremidades do processo, pelo remetente e pelo destinatário. Em teoria, ninguém mais pode ler os dados criptografados, incluindo hackers, governos e até mesmo o servidor por meio do qual os dados são enviados.
Dessa forma, a tecnologia de segurança protege não só os usuários, mas também as empresas, que não podem ser pressionadas por autoridades a entregar informações privadas porque não as possuem em seus servidores. A criptografia de ponta-a-ponta não garante, no entanto, que informações não sejam acessadas caso um hacker tenha acesso ao dispositivo do usuário ou invada sua conta. O recurso protege apenas o processo de envio do conteúdo e garante que ele não seja lido quando interceptado no envio.
A criptografia de ponta-a-ponta não depende de uma ação do usuário. Ela é usada como recurso de aplicativos e softwares e tudo é automatizado pelos serviços. Além do Telegram e do WhatsApp, o iMessage usa esse tipo de criptografia, assim como o Skype e serviços de e-mail como ProtonMail e Microsoft Outlook. Uma desvantagem dos algoritmos de E2EE é que eles comumente são mais lentos que os métodos simétricos – mas a cada dia essa diferença fica menos relevante.

## Definição
A criptografia de ponta a ponta (E2EE) é um método de comunicação segura que impede que terceiros acessem dados enquanto são transferidos de um sistema ou dispositivo final para outro.
No E2EE, os dados são criptografados no sistema ou no dispositivo do remetente e somente o destinatário pode descriptografá-lo. Ninguém no meio, seja ele um provedor de serviços de Internet, provedor de serviços de aplicativos ou hacker, pode lê-lo ou adulterá-lo.
Existem várias vantagens do E2EE sobre a criptografia padrão que a maioria dos serviços utiliza:
- Ele mantém seus dados seguros contra hacks. E2EE significa que menos pessoas têm acesso aos seus dados não criptografados. Mesmo que os hackers comprometam os servidores onde seus dados estão armazenados (por exemplo, hack de email do Yahoo), eles não podem descriptografar seus dados porque eles não possuem as chaves de descriptografia.
- Mantém seus dados privados. Se você usa o Gmail, o Google pode conhecer todos os detalhes íntimos que você colocou em seus e-mails e salvar seus e-mails, mesmo que você os exclua. O E2EE permite que você controle quem lê suas mensagens.
- É bom para a democracia. Todo mundo tem direito à privacidade. O E2EE protege a liberdade de expressão e protege ativistas, dissidentes e jornalistas perseguidos da intimidação.[3]

Quando você usa o E2EE para enviar um e-mail ou uma mensagem para alguém, ninguém que monitora a rede pode ver o conteúdo de sua mensagem - não hackers, nem o governo, nem mesmo a empresa que facilite sua comunicação. Isso difere da criptografia que a maioria das empresas já usa, que protege apenas os dados em trânsito entre seu dispositivo e os servidores da empresa. Por exemplo, quando você envia e recebe um e-mail usando um serviço que não fornece E2EE, como o Gmail ou o Hotmail, a empresa pode acessar o conteúdo de suas mensagens porque elas também contêm as chaves de criptografia. O E2EE elimina essa possibilidade porque o provedor de serviços não possui a chave de decodificação. Por causa disso, o E2EE é muito mais forte que a criptografia padrão.

## Criptografia Simétrica x Assimétrica
Os serviços de criptografia ponta-a-ponta se utilizam de um tipo de criptografia chamada assimétrica, que funciona de modo diferente à mais convencional, chamada simétrica. Esse modo de criptografia é tido como mais seguro e é o que garante que nem os provedores do serviço tenham acesso às chaves de encriptação e decriptação.
Na criptografia simétrica, a mais comum, apenas uma chave precisa ser aplicada para criptografar a mensagem em uma ponta e para recuperá-la na outra. Esse tipo de criptografia era usado em mensagens durante a Segunda Guerra Mundial, por exemplo. A chave é um tipo de código que permite reconstruir a mensagem original.
Quando se deseja ter mais segurança nas trocas, a solução é a criptografia assimétrica. Nela, dois tipos de chaves são usados para cada ponta da comunicação, uma chave pública e uma chave privada. As chaves públicas estão disponíveis para as ambas as partes e para qualquer outra pessoa, na verdade, porque todos compartilham suas chaves públicas antes da comunicação. Cada pessoa possui um par de chaves, que são complementares.
Então, se, por exemplo, Pedro deseja enviar mensagens para Joana em um aplicativo com criptografia de ponta-a-ponta, ele vai usar a chave pública de Joana para criptografar a mensagem. O conteúdo só poderá ser descriptografado usando essa chave pública (de Joana) junto à chave privada dela, a que nem Pedro tem acesso. Essa chave privada é o único elemento que torna impossível para qualquer outro agente descriptografar a mensagem, já que ela não precisa ser compartilhada.

## Utilização em produtos populares

### WhatsApp
Após uma serie de ataques da justiça brasileira ao aplicativo e aos seus detentores, incluindo um pedido de prisão do Vice-Presidente do Facebook no país, foi inserido esse serviço no WhatsApp, com a explicação de que seria para garantir que não haveriam interceptações de mensagens, para salvaguardar a segurança de seus clientes. Antes do caso, existia uma implementação desde o final de 2014, do serviço de criptografia ponta a ponta: isso foi ativado por padrão em mensagens de texto enviadas entre dispositivos Android, exceto nos chats em grupo. Após o caso, todas as mensagens em todas as plataformas serão protegidas dessa maneira. O caso quando o juiz Marcel Montalvão, da comarca de Lagarto (SE) determinou que as cinco principais operadoras do país bloqueassem o WhatsApp em todo o território nacional por 72 horas, devido a uma grande investigação sobre tráfico de drogas em que a justiça solicitou ao Facebook, dono do WhatsApp a quebra de sigilo do conteúdo das mensagens e a empresa vem recusou todos os pedidos da justiça brasileira a cooperar com as investigações, e inclusive não pagando as multas que lhe foram aplicadas.

### Telegram
Ao contrário do concorrente, o Telegram não utiliza criptografia de ponta a ponta por padrão. Isso permite que mensagens enviadas pelo app possam ser interpretadas corretamente ao serem interceptadas quando circulam pela infraestrutura da internet. O aplicativo russo até tem uma função que aplica o uso de criptografia, o Chat Secreto, mas esta deve ser ativada pelos participantes da conversa para ser utilizada.
Quando a criptografia de ponta a ponta está ativada, como acontece no WhatsApp, apenas o emissor e o receptor da mensagem têm acesso ao seu conteúdo. Isso porque só as duas pontas da comunicação (daí o nome da tecnologia) têm acesso a uma chave que decifra as informações, que trafegam "embaralhadas" pela internet. Assim, mesmo se forem interceptadas, as mensagens não podem ser decodificadas por hackers.

### Signal
O Signal é um aplicativo de mensagens instantâneas que funciona nos moldes do WhatsApp e do Telegram. A ONG que o desenvolve, a Signal Foundation, é dona do Signal Protocol, um protocolo que garante a criptografia de ponta-a-ponta e que é usado também pelo WhatsApp. Entre os fatores que levam o Signal a ser considerado mais seguro, estão os mecanismos que permitem a autodestruição das mensagens e os que verificam a identidade do interlocutor, através da geração de um código QR ou uma combinação numérica, então, esse mecanismo de identificação deve ser enviado ao interlocutor por outro meio de contato (e-mail ou telefone por exemplo), que já tenha sido comprovado pertencer realmente à pessoa com quem se deseja conversar no Signal. Outro aspecto que pode ser diferencial na hora de garantir a segurança é o mecanismo capaz de evitar a engenharia social – tipo de ataque que obtém informações por meio de persuasão ou ingenuidade da vítima.

### Serviços de E-mail
O ProtonMail, serviço de email favorito entre defensores da privacidade, devido ao uso automático de criptografia de ponta-a-ponta, lançou um novo produto com o objetivo de trazer o mesmo nível de privacidade para os clientes de email de desktop mais populares.O serviço fornece acesso via web ou smartphone, e funciona de maneira bem simples. Se você enviar uma mensagem para outro usuário do ProtonMail, ela é criptografada direto no navegador. A empresa diz que tem um milhão de usuários cadastrados.Cada usuário tem que usar duas senhas para proteger suas informações: uma para login, e outra para descriptografar seus e-mails. 

## Desafios a Combater

### Ataque man-in-middle
O man-in-the-middle (pt: Homem no meio, em referência ao atacante que intercepta os dados) é uma forma de ataque em que os dados trocados entre duas partes (por exemplo, você e o seu banco), são de alguma forma interceptados, registrados e possivelmente alterados pelo atacante sem que as vitimas se apercebam. Durante o ataque man-in-the-middle, a comunicação é interceptada pelo atacante e retransmitida por este de uma forma discricionária. O atacante pode decidir retransmitir entre os legítimos participantes os dados inalterados, com alterações ou bloquear partes da informação.
Como os participantes legítimos da comunicação não se apercebem que os dados estão a ser adulterados tomam-nos como válidos, fornecendo informações e executando instruções por ordem do atacante.

### Segurança na Ponta
Dado que as chaves que garantem a segurança da encriptação estão em aparelhos eletrônicos que usam o serviço, o nível de segurança desses aparelhos é um risco a segurança geral do serviço, pois se forem hackeados ou violados, tais chaves podem ser roubadas ou pode-se apenas ler as mensagens decriptadas recebidas em tempo real.

## Controvérsias
Existem controversas no uso de tal serviço como o fato de impossibilitar a órgãos governamentais de investigar crimes cometidos por meio de programas que o utilizam. Já houve discussões diversas a respeito de responsabilizar empresas de tecnologia por não cooperarem com a lei e obstruírem investigações, junto com varias ações para quebra do sigilo do WhatsApp no Brasil e também alguns órgãos dos EUA estudam tornar a criptografia ponta a ponta ilegal, o que forçaria Apple, Google, Facebook e etc. a abandonarem a tecnologia. Uma outra possibilidade levantada seria a de implementar backdoors, que são meios de acesso criados pelas empresas detentoras de aplicativos e sistemas, coisa que já asseguraria as finalidades desses orgãos, mas não é nem cogitada pelas empresas de tecnologia que se utilizam desse tipo de criptografia.